# Матильда Святого Сердца
Матильда Святого Сердца, имя в миру Мати́льда дель Сагра́до Корасо́н Те́льес Ро́блес (исп. Matilde del Sagrado Corazón Téllez Robles; 30 мая 1841, Робледильо-де-ла-Вера, Испания — 17 декабря 1902, Дон-Бенито, Испания) — блаженная Римско-Католической Церкви, монахиня, основательница женской монашеской конгрегации «Дочери Марии Матери Церкви».

## Биография
Матильда Святого Сердца в 1875 году основала монашескую конгрегацию «Дочери Марии Матери Церкви», члены которой уделяют особое внимание почитанию Святой Евхаристии и заботе бедным и нуждающимся. 19 марта 1884 года епископ Педро Касас-и-Соито Пласенсия утвердил устав данной конгрегации на основе епархиального права.
17 декабря 1902 года Матильда Святого Сердца умерла от инсульта.

## Прославление
21 марта 2004 года Матильда святого Сердца была причислена к лику блаженных римским папой Иоанном Павлом II.

## Источник
- Matilde del Sagrado Corazón Téllez Robles (1841-1902)  (итал.)